# Kamacyt
Kamacyt – minerał, krystaliczna postać stopu żelaza (Fe) i niklu (Ni), zawierającego do 10,46% niklu i 89,54% żelaza. Występuje w meteorytach żelaznych i żelazno-kamiennych. Kamacyt może tworzyć w meteorytach wewnętrzne struktury zwane figurami Widmanstättena i liniami Neumanna. Kamacyt nazywany jest też „żelazem belkowym”. Największy udokumentowany kryształ kamacytu ma wymiary 92×54×23 cm.

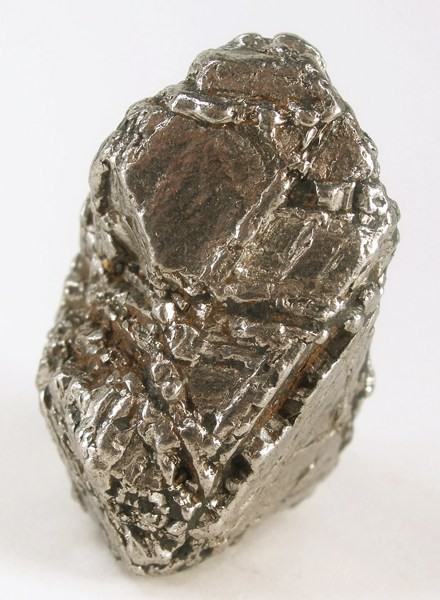
Kamacyt, Nantan (Nandan) meteoryt żelazny znaleziony w powiecie Nandan w regionie autonomicznym Kuangsi w Chinach. Wymiary: 4,8×3,0×2,8 cm. The Nantan irons, spadł w obecności świadków w 1516 r. Ma skład 92,35% żelazo i 6,96% nikiel